# Piotr Chmielowski (polityk)
Piotr Sylwester Chmielowski (ur. 27 kwietnia 1965 w Chorzowie) – polski przedsiębiorca i polityk, poseł na Sejm VII kadencji.

## Życiorys
Ukończył w 1990 studia na Wydziale Mechanicznym Technologicznym Politechniki Śląskiej, kształcił się także w Polskim Instytucie Spraw Międzynarodowych. W 1991 zaczął prowadzić własną działalność gospodarczą w zakresie dystrybucji wyrobów medycznych. Został zastępcą redaktora naczelnego branżowego periodyku, a w 2001 wiceprezesem zarządu Stowarzyszenia Producentów i Dystrybutorów Stomatologicznych. W wyborach parlamentarnych w 2011 uzyskał mandat poselski, kandydując z 1. miejsca na liście Ruchu Palikota w okręgu rybnickim i otrzymując 9925 głosów. 5 lipca 2013 został zawieszony w prawach członka klubu poselskiego Ruchu Palikota, a dwa dni później z niego wykluczony. 3 września tego samego roku Ruch Palikota poinformował o wykluczeniu go także z partii, a sam Piotr Chmielowski ogłosił przejście do Sojuszu Lewicy Demokratycznej (tydzień później został członkiem klubu poselskiego SLD, a 27 listopada tego samego roku także partii). Reprezentował SLD w wyborach uzupełniających do Senatu w 2014, zajmując ostatnie, 4. miejsce w okręgu. W wyborach w 2015 nie uzyskał poselskiej reelekcji. W listopadzie 2016 opuścił SLD. W 2020 został przewodniczącym partii Nowa Demokracja – Tak, powstałej z przerejestrowania Przedsiębiorczej RP. Związał się następnie ze Stowarzyszeniem Ruch Społeczny im. Marka Materka. W 2023 ustąpił z funkcji przewodniczącego ND-Tak na rzecz Marka Materka; został sekretarzem generalnym partii, a następnie jej wiceprezesem. Ponownie stanął na czele tego ugrupowania w styczniu 2024 po tym, jak z kierowania nim zrezygnował Marek Materek.